# František Šmehlík
František Šmehlík (* 31. srpna 1995, Ostrava) je český spisovatel věnující se žánrům horor a krimi. Původně byl úspěšným judistou, stal se třikrát mistrem republiky. Později vystudoval bohemistiku na Univerzitě Palackého v Olomouci a začal psát knihy. V roce 2015 vydal svůj literární debut, soubor hororových povídek Temné znamení. Ta se odehrává z velké části v jeho rodné Ostravě. Roku 2021 se přeorientoval na detektivní žánr, v němž debutoval knihou Slyšet jeleny zpívat, jejíž děj je zasazen do Beskyd. Za knihu z roku 2023 nazvanou Šelma získal cenu Magnesia Litera za detektivku. Jde o první knihu ze série, jejíž hlavní představitelkou je vyšetřovatelka Laura Ara, a která se odehrává v Olomouci, kde se autor usadil.